# Весенняя улица (Москва)
Весе́нняя у́лица (название утверждено 23 января 1964 года) — улица в районе Западное Дегунино Северного административного округа Москвы.

## Происхождение названия
Названа в 1964 году по предложению жителей района. Прежнее название — улица Мира — при расширении Москвы оказалось одноименным существующему проспекту Мира.

## Расположение
Начинается от Талдомской улицы затем пересекает Ангарскую улицу, Новую улицу и заканчивается примыканием к Базовской улице.

## Описание
Весенняя улица начинается от Талдомской улицы, проходит на северо-запад, потом пересекает Ангарскую и Новую улицы и заканчивается примыканием к Базовской улице.

## Транспорт
По Весенней улице курсируют автобусы
- № 154 — Ховрино — ВДНХ-южная
- № 215 — Ховрино —  Петровско-Разумовская С заездом к платформе «Моссельмаш» Октябрьской железной дороги
- № 215к — Ховрино —  Селигерская Без заезда к платформе «Моссельмаш» Октябрьской железной дороги
- № 748 — Ховрино — станция Бескудниково

Начало улицы:
- Пересечение с Талдомской улицей.

Конец улицы:
- Пересечение с Базовской улицей.